# كورت هان
كورت ماتياس روبرت مارتن هان (14 كانون الأول 1974 - 5 يونيو 1886، برلين). تربوي ألماني، صاحب فلسفة كبيرة حظيت بقبول عالمي، وهو من أسس كليات العالم المتحد، وهي عبارة عن تحالف مدارس دولي.

## حياته
ولد في برلين لأبوين يهوديين، ودرس في أكسفورد. خلال الحرب العالمية الأولى، عمل هان في القسم الألماني للشؤون الخارجية، وفي تحليل الصحف الإنجليزية وتقديم المشورة إلى وزارة الخارجية. و كان السكرتير الخاص للأمير ماكس فون بادن، المستشار الإمبراطوري الأخير من ألمانيا. من 1920-1933 كان هان أول مدير لمدرسة شول شلوس سالم، وهي مدرسة داخلية خاصة في ألمانيا، أسسها هان بالتعاون مع الأمير ماكس. شغل منصب مدير مدرسة سالم خلال وصول هتلر إلى السلطة. بدأ هان ينتقد بشكل حاد النظام النازي بعد أن قتل الشباب الشيوعي في وجود والدته من قبل القوات التابعة لهتلر. عندها تحدث علنا ضد قوات هتلر، ولم يتلق أي عقاب، وتحدث هان ضد هتلر علنا. وطلب من الطلاب وأعضاء هيئة التدريس، والخريجين من مدرسة سالم الاختيار بين سالم وهتلر. ونتيجة لذلك تم سجنه لمدة خمسة أيام (من 11-16 مارس 1933). بعد نداء وجهه رئيس الوزراء البريطاني رامزي ماكدونالد، أطلق سراح هان وفي يوليو 1933 اضطر إلى مغادرة ألمانيا وانتقل إلى بريطانيا.

## اسكتلندا
استقر هان في اسكتلندا، حيث أسس جوردانستون على مبادئ مماثلة لمدرسة سالم( التي كان يديرها في ألمانيا ). في وقت لاحق، توجه هان إلى المسيحية والتبشير في كنيسة اسكتلندا. بدأ أيضا بتأسيس منظمة دولية من المدارس، التي تسمى الآن ساحة جولة. شارك هان أيضا في تأسيس منظمة في الخارج، و كلية عالم الأطلسي المتحد في ويلز.

## عودته إلى ألمانيا
قسم هان وقته بين ألمانيا وبريطانيا بعد ما انتهت الحرب، وقد أوجد عدة مدارس جديدة على نفس مبادئ سالم و جوردانستون وهي: انافريتا(Anavryta) في اليونان عام 1949، لوسنلند(Louisenlund) في ألمانيا عام 1949

## وصلات خارجية
- كورت هان على موقع مونزينجر (الألمانية)